# Bovense Sogn
Bovense Sogn er et sogn i Kerteminde-Nyborg Provsti (Fyens Stift).
I 1800-tallet var Bovense Sogn anneks til Aunslev Sogn. Begge sogne hørte til Vindinge Herred i Svendborg Amt. Aunslev-Bovense sognekommune blev ved kommunalreformen i 1970 indlemmet i Nyborg Kommune.
I Bovense Sogn ligger Bovense Kirke.
I sognet findes følgende autoriserede stednavne:
- Andkær (bebyggelse)
- Bovense (bebyggelse, ejerlav)
- Glambæk (bebyggelse)
- Grønholt (ejerlav, landbrugsejendom)
- Kabinettet (bebyggelse)
- Nyenlund (bebyggelse)
- Pilemose (bebyggelse)
- Profithuse (bebyggelse)
- Purrekrog (bebyggelse)
- Purreskov (bebyggelse)
- Ruerne (bebyggelse)
- Strandskov (bebyggelse, ejerlav)
- Strandtved (bebyggelse)
- Vibeholm (bebyggelse)